# 朝倉氏
朝倉氏是一個發祥自日本但馬國的氏族，以三之盛木瓜為家紋。其中尤其以越前國為據點、後來發展為戰國大名的越前朝倉氏為有名。此外，尚有藤原氏一脈的朝倉氏。越前國的守護代。據《越州軍記》記載祖先是開化天皇後代；據《朝倉始末記》記載祖先是孝德天皇。早期是室町幕府三管領之一斯波武衛家的三個守護代（另兩個是甲斐氏與織田氏）之一，在應仁之亂後取得越前守護職。戰國時代初期，就成功支配越前一國，並承其餘威進軍若狹、加賀、近江、美濃。
朝倉氏室町時代初期為斯波氏的部下，並立下軍功。室町時代中期第七代當主朝倉敏景在應仁之亂時與主君斯波義敏對立，其中敏景加入了管領細川勝元，而義敏加入了山名宗全。最後朝倉氏在越前一乘谷城自立門戶，成為了大名。而雖然斯波氏嘗試用內政阻止朝倉氏獨立，最後斯波氏仍失敗而回。1573年武家朝倉氏遭到織田氏入侵而毀滅。部份朝倉氏子孫在江戶時代成為了旗本或藩士。

## 歷代家督
1. 朝倉廣景【一】（空海覺性）
2. 朝倉高景【二】（德巖宗祐）
3. 朝倉氏景【三】（大功宗勳）
4. 朝倉貞景【四】（大心宗忠貞景）
5. 朝倉教景【五代】（心月宗覺）
6. 朝倉家景【六代】（固山宗堅）
7. 朝倉敏景【七代】（英林宗雄孝景）
8. 朝倉氏景【八代】（子春宗孝）
9. 朝倉貞景【九代】（天澤宗清貞景）
10. 朝倉孝景【十代】（大岫宗淳孝景）
11. 朝倉義景【十一代】（太球宗光）

## 一門眾
- 朝倉道景
- 朝倉景亮
- 朝倉景嘉
- 朝倉景盛：向織田信長投降。
- 朝倉景胤：因曾和朝倉景健一起向越前一向一揆投降而被織田信長下令自盡。
- 織田景信
- 朝倉景範
- 朝倉景行：在和織田軍的戰鬥中被織田軍給討死。
- 朝倉景延
- 朝倉景綱：在主君朝倉義景被朝倉景鏡逼迫自盡後，向織田信長投降，但被越前一向一揆攻佔城池後，逃往加賀後就下落不明。
- 朝倉景泰
- 朝倉（三段崎）紀存

### 玄蕃家
以擔任過玄蕃助或玄蕃允等官職的家系。
- 朝倉景理
- 朝倉景傳
- 朝倉景宗
- 朝倉景連

### 大野郡司家
1. 朝倉景高
2. 朝倉景鏡：曾經逼迫主君朝倉義景在賢松寺自盡，後被越前一向一揆攻佔城池後，被討死。

- 朝倉景次
- 朝倉在重
  - 朝倉宣正

### 敦賀郡司家
由朝倉家第六代家督朝倉家景末子．朝倉景冬，擔任敦賀郡司職務以來所起始的家系，景冬歿後由其子景豐繼嗣。但景豐起兵反叛朝倉家，最後遭主家討滅，敦賀郡司一職由作戰有功的朝倉家重臣朝倉宗滴繼嗣。直至宗滴辭世之後，敦賀郡司轉由朝倉家第九代家督朝倉貞景的四男．景紀繼嗣。
1. 朝倉景冬：在與織田軍戰鬥中被織田軍給討死。
2. 朝倉景豐
3. 朝倉宗滴：為朝倉家第七代當主朝倉敏景第八子，第八代當主朝倉氏景末弟，曾歷仕貞景(侄)、孝景(侄孫)、義景(曾侄孫)的朝倉氏三代元老重臣，也是朝倉家最後一位英明的重臣。
4. 朝倉景紀：朝倉貞景四男，朝倉家第十代當主孝景之弟，過繼給宗滴為養子，繼嗣宗滴系家主及敦賀郡司職務。
5. 朝倉景垙：景紀長子，參與加賀對一揆作戰與景鏡不和導致戰況失利，被迫咎責自盡。
6. 朝倉景恆：景紀次子，還俗繼嗣家主，在金崎之戰後，被主君朝倉義景監禁在永平寺，於同年9月28日辭世。敦賀郡司一職也被主君朝倉義景給廢除。

### 安居家
由朝倉家第七代家督【英林】孝景的異母弟．朝倉經景以安居城為據點所起始的家系。
1. 朝倉經景
2. 朝倉景職
3. 朝倉景隆：在長子和次子接連病逝後不久也跟著病死
4. 朝倉景健：景隆末子因曾與朝倉景胤一起向越前一向一揆投降而被織田信長命令自盡

### 鳥羽家
由朝倉家第五代家督朝倉教景之子．朝倉將景，以所屬領地「鳥羽領」取其「鳥羽」為姓的家系。
- 朝倉將景

【鳥羽家】
- 景正－景忠－景富（旭岫金朝）－景忠（一翁宗東）－景富－景忠

【勝蓮花家】
- 景世－景純－義海－景保

### 北庄家
由朝倉家第四代家督朝倉貞景之子．朝倉景賴，以「北庄領」取其「北庄」為姓的家系。
- 朝倉景賴：在與織田軍的[刀根坂之戰|戰鬥]]中被織田軍給討死。

- 北庄景種

【景賴家系】
-   - 北庄景賴（永仲宗長）－北庄景繼（玉翁宗金）－北庄景種

【景隆家系】
-   - 北庄景隆－北庄景契（紹空）－北庄景頼

### 家景子嗣
- 朝倉經景

朝倉家景：次男。安居家始祖。子景職、祖心紹越。
- 朝倉与一

朝倉家景：三男。
- 玉嚴光玖

朝倉家景：四男。慈視院。大野郡司。府中代官。明應三年（1494年）正月五日歿。
- 久嶽紹良

朝倉家景：五男。曹源寺住職。別名勝蔵坊。明應二年二月十一日歿。
子孫：朝倉景均（純翁）－朝倉左近助（祖岳宗新）－三富景盛－三富景茂。
- 朝倉景冬

朝倉家景：六男。修理亮、遠江守。敦賀郡司。敦賀郡司家始祖。法名「芳永宗弼」。明應四年九月二十日歿。
子孫：景豐－九郎兵衛、春蘭軒（宗栢運之）－（養嗣子）朝倉景嘉。
- 聖室宗麟

朝倉家景：七男。大孝寺住職。
- 定國宗楷

朝倉家景：八男。建仁寺住職。聽竹軒。

### 英林孝景子嗣
- 朝倉景明

朝倉孝景：次男。幼名孫次郎、次郎左衛門尉。法名「大光宗孝」。子景純。
- 三輪孫四郎

朝倉孝景：三男。
- 朝倉景總

朝倉孝景：四男。幼名孫五郎。子余六、地蔵院。
- 朝倉時景

朝倉孝景：六男。幼名孫七郎。集雲軒主。出家名叙海性波。後來還俗。領有織田庄。明應年間與父親對立之後没落。子之景。
- 朝倉景儀

朝倉孝景：七男。幼名孫九郎、左衛門尉。兄時景没落之後，繼領織田庄。法名「栢庭宗悦」。

### 義景子嗣
朝倉家末代家督朝倉義景的子嗣。
- 長子：朝倉阿君丸
- 次子：朝倉愛王丸

在父親義景被叛臣朝倉景鏡逼迫自盡後，被朝倉景鏡獻給織田信長而被信長下令丹羽長秀將其殺死。
- 長女：名不詳

與本願寺教如有締結婚約。
- 次女：名不詳

朝倉家滅亡之後出家為尼
- 三女：松（まつ）

勝興寺住持．顯幸之妻
- 養子：朝倉道景

幼銘彦四郎。原為敦賀郡司家的朝倉景垙之子，過繼給義景為養子，1573年刀禰坂之戰作戰中以17歲之齡被討死身歿。
- 末子：朝倉信景

傳說為義景么子。

## 主要家臣
| - 青木景忠 - 青木景康 - 宇野久重 - 魚住景貞 - 印牧廣次 - 印牧景忠 - 印牧能信 - 黑坂景久 | - 小泉藤長 - 小泉長治 - 栂野和泉守 - 栂野吉仍 - 山崎吉家 - 山崎吉建 - 山崎吉延 - 山崎長德 | - 詫美行忠 - 真柄直隆 - 真柄隆基 - 真柄直澄 - 富田長繁 - 小林吉隆 - 前波景當 - 前波吉繼 | - 前波吉充 - 鳥羽景房 - 富田重政 - 櫻井景通 - 櫻井元忠 - 青蓮華景基 |

### 加賀眾
- 堀江景用

- 堀江景忠

- 溝江長逸

### 一乘谷四奉行
從天文19年到永祿5年這13年間，擔任越前朝倉家本城一乘谷城奉行的四位家臣，成為以後三奉行的前身。魚住景固何時遞補擔任四奉行之一尚未有切確史料說明。
- 朝倉景連
- 前波景定

前波景當與前波吉繼之父。
- 小泉長利

祖先是仕奉朝倉家的譜代家臣．小泉藤長。
- 河合吉統
- 魚住景固

### 宗滴近臣
- 萩原宗俊

### 義景近侍
朝倉家毀滅時，為被迫切腹自盡的主君朝倉義景介錯（斬首）後殉死的兩位家臣，遺體安葬在朝倉義景的陵墓旁側。
- 鳥居景近

在主君義景自盡後，為了保護主君屍體不被叛臣朝倉景鏡凌辱而衝向叛軍之中，最終被朝倉景鏡給討死。
- 高橋景業

跟隨主君義景切腹自盡。